# Luca Antonio Colomba

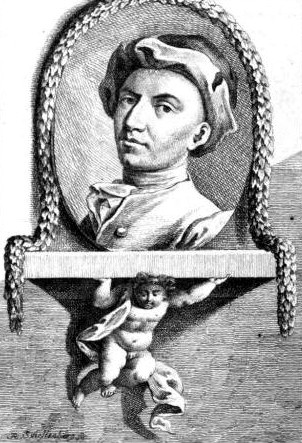
Luca Antonio Colomba; Stich von Johann Rudolf Schellenberg, 1774.

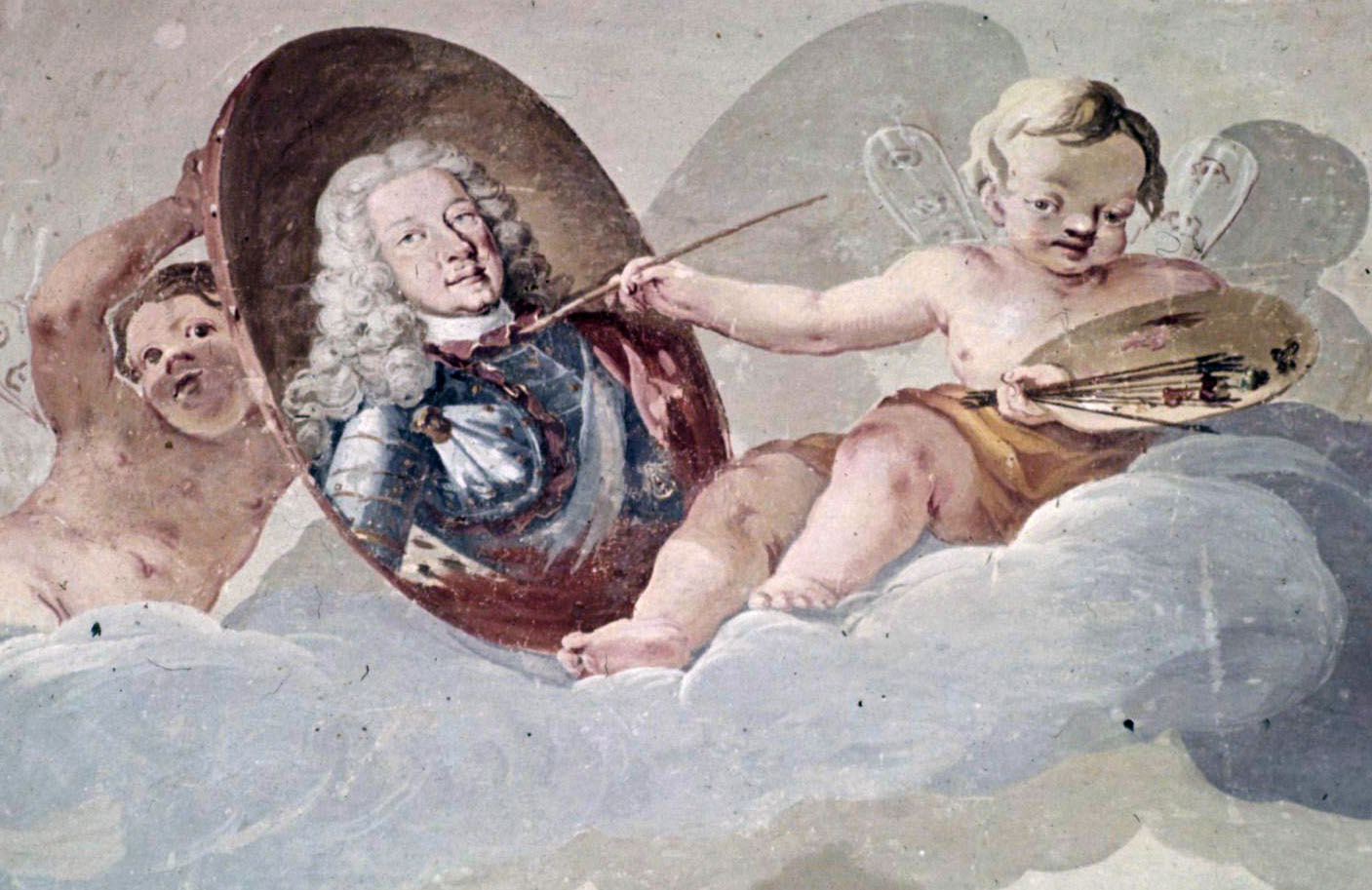
Luca Antonio Colomba: Ein Putto malt Eberhard Ludwig, Ludwigsburger Schloss, 1711

Luca Antonio Colomba (auch Luca Antonio Colombo) (* 19. November 1674 in Arogno; † 22. Dezember 1737 ebenda) war ein Schweizer Kunstmaler.

## Leben
Luca Antonio Colombo aus Arogno war der Sohn und Schüler des Giovanni Battista Colomba, Maler, Stuckateur und Architekt, der vielleicht auch sein Lehrer war; auch einer seiner Söhne trug diesen Namen. Ein Schüler von ihm war sein Neffe Giovanni Battista Innocenzo Colombo. Luca Antonio Colomba war von 1715 bis 1717 Hofmaler des Herzogs Eberhard Ludwig von Württemberg in Ludwigsburg, wo er Fresken im Residenzschloss Ludwigsburg malte. Weiterhin war er in Frankfurt am Main für das Palais Thurn und Taxis und für die Ausmalung der Deckengemälde des Münsters des Deutschhofes zu Heilbronn (1721) tätig.

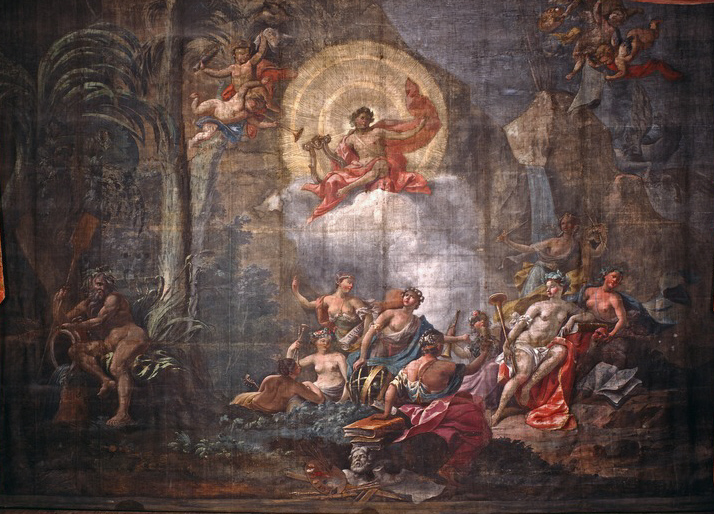
Luca Antonio Colomba: Apollon mit den Musen, Schlosstheater Ludwigsburg, Theatervorhang, 1763

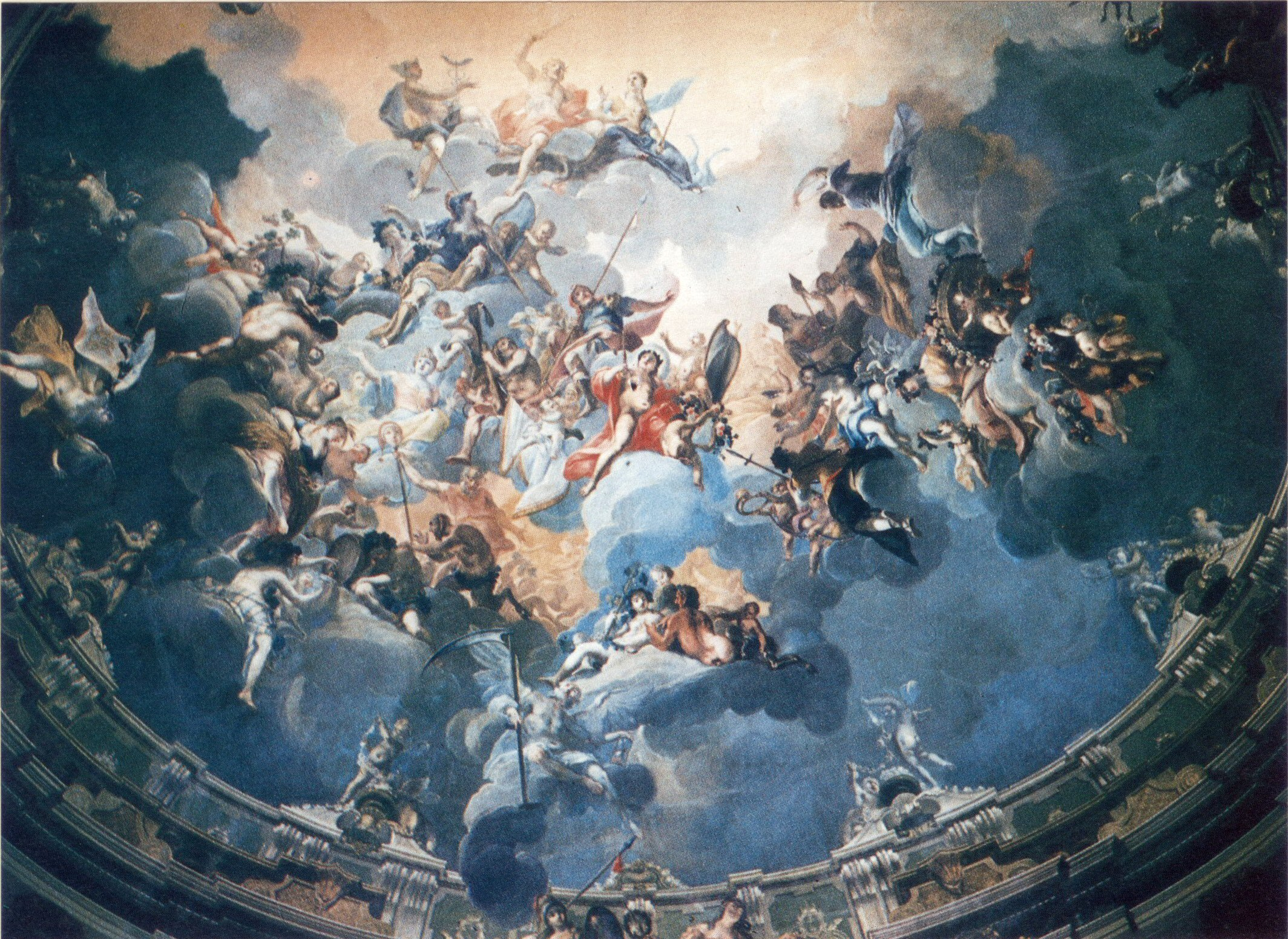
Luca Antonio Colomba: Deckengemälde, Rotunde des Palais Thurn und Taxis, 1734–1735, zerstört 1944.

## Werke
Er arbeitete eine Zeit lang im Dienste von Prinz Eugen von Savoyen in Wien, Pest und Prag, kam dann nach Württemberg, wo er 24 Jahre lang für den Herzog Eberhard tätig war. Von seinen Werken in Württemberg gab es folgendes:
- Sakralarchitektur:
  - 1721 Deckenmalereien in der Deutschhauskirche in Heilbronn: Da das Münster des Deutschhofes zu Heilbronn, früher nicht nur eine Marienkirche, sondern auch eine Heilig-Kreuz-Kirche des Deutschritterordens gewesen war, gab es für jedes der beiden Kuppelgewölbe im Münster eine Gruppe von Fresken.
    - Eine Gruppe war der Marienverehrung gewidmet. Die Gruppe bestand aus einem großen runden Mittelbild, mit dem Thema Mariae Himmelfahrt, und aus den folgenden vier Medaillonbildern, die das Mittelbild umgaben:
      - Maria Verkündigung mit der Inschrift: ecce ancilla Domini (siehe ich bin die Magd des Herrn)
      - Christi Geburt mit den Worten: Gloria in excelsis Deo (Ehre sei Gott in der Höhe)
      - Christus im Tempel mit der Inschrift: quaeretis me et non invenietis (ihr werdet mich suchen, aber nicht finden)
      - der hl. Geist, der auf Maria niederschwebt mit den Worten: sapientia aedificavit sibi domum (die Weisheit hat sich ein Haus gebaut)

    - Das Mittelbild der zweiten Gruppe zeigte Verehrung und Triumph des Kreuzes. Die sie umgebenden Medaillonbilder zeigten:
      - Moses vor der Schlange am Stab mit den Worten:  Non est in alio salus (In keinem anderen ist Heil)
      - David und Goliath mit der Inschrift: Omnis armatura fortium (Die ganze Waffenwehr der Starken)
      - Kreuz mit 5 Wunden mit den Worten: Pacificans per sanguinem crucis (er stiftete Frieden durch sein Blut am Kreuz)
      - Hl. Helena findet das Kreuz mit der Inschrift:  Causa salutis nostrae  (Ursache unseres Heils)

  - in der Zisterzienserkirche zu Schöntal verschiedene Deckenfresken.
  - in der Schlosskapelle von Ettlingen das Fresco: Geschichte des heiligen Nepomuk.
  - Fresken in der Nonnenkirche zu Frauenalb.
  - Fresken in der Schlosskirche zu Ludwigsburg.
  - Deckenfresko im Fuldaer Dom. Columba als Maler der vier Evangelistendarstellungen in den Zwickeln der Vierungskuppel.
- Profanarchitektur:
  - Residenz Ludwigsburg: 1710/1712 Fresken: Huldigung Württembergs an den Kaiser, Apoll mit den Musen, Titanensturz, Amoretten, Puttenbacchanal.
  - Im Schloss Biebrich bei Wiesbaden verschiedene Fresken.
  - Im Lustschloß Favorite zu Mainz, weiterhin hat er für die Fürsten von Schwarzenberg und Lichtenstein gearbeitet.
  - 1735–1737 war er in Frankfurt am Main im Palais Thurn und Taxis beschäftigt: 1736 Der Olymp

In seinem Heimatort Arogno hat Colomba Fresken in der Pfarrkirche sowie in der benachbarten Kirchlein von Val Mara gemalt.